# Trots Allt (tidning)
Trots Allt var en tidning på kristen ekumenisk grund. Tidningen hade några få anställda och ett större antal fristående skribenter, däribland Tomas Andersson Wij. Tidningen behandlade kultur, andlighet och samhällsfrågor. Chefredaktör och ansvarig utgivare för tidningen var Magnus Sundell. Trots Allt gavs ut av Verbum förlag.
Tidningen gavs ut 1991 till 2009 och utgjorde en fortsättning av den ekumeniska månadstidningen Nytt liv (1938-1990) som hade ISSN 0345-8407.